# FC Nordstern Bâle
Le FC Nordstern Bâle est un club de football de la ville de Bâle en Suisse.
Le club a été fondé en 1901. Il évolue en 2e Ligue interrégionale. Il joue au stade du Rankhof.

## Parcours
- 1911 - 1943 : Championnat de Suisse D1
- 1944 - 1952 : Championnat de Suisse D2
- 1954 - 1958 : Championnat de Suisse D2
- 1960 - 1961 : Championnat de Suisse D2
- 1973 - 1978 : Championnat de Suisse D2
- 1978 - 1979 : Championnat de Suisse D1
- 1979 - 1980 : Championnat de Suisse D2
- 1980 - 1982 : Championnat de Suisse D1
- 1982 - 1984 : Championnat de Suisse D2

## Palmarès
- Championnat de Suisse
  - Champion : 1923, 1927, 1928

- Coupe de Suisse
  - Finaliste : 1935 et 1939

## Anciens joueurs
- Werner Schley
- Ehrath laurent
- Breel Embolo
- Idalo Negro